# Pius Bonifacius Gams
Pour les articles homonymes, voir Gams.
Pius Bonifacius Gams (Ochsenhausen, 23 janvier 1816 - Munich, 11 mai 1892) est un historien et prêtre wurtembergeois.

## Biographie
De 1826 à 1834, il fait des études classiques à Biberach an der Riß et à Rottweil, puis étudie la philosophie et la théologie de 1834 à 1838 à l'université de Tübingen. En 1838, il reçoit le prix de la faculté de théologie et le premier prix d'homilétique. À la fin de ses études, il entre au séminaire de Rottenburg am Neckar où il est ordonné prêtre le 11 septembre 1839 par Mgr Johann Baptist von Keller, évêque du diocèse de Rottenburg. Il est d'abord vicaire à Aichstetten, puis à Gmünd en 1840 et à Horb am Neckar l'année suivante. Dans les années 1842-1843 il fait un voyage d'étude à Munich, Berlin et Paris. Après son retour en avril 1844 il devient curé de Wurmlingen et, en décembre 1844, professeur à Rottweil. En 1845, il est transféré au petit séminaire de Gmünd.
Le 1er mai 1847, Gams devient professeur à l'institut théologique et philosophique de Hildesheim, où il enseigne la philosophie et l'histoire profane. Il collabore au Theologischen Monatschrift, une revue mensuelle de théologie. L'université de théologie catholique de Tübingen lui décerne le titre de docteur à titre honorifique. À côté de ses fonctions d'enseignement et de recherche il exerce une fonction d'aumônier à Hildesheim et fonde en 1853 la Katholische Sonntagsblatt, une revue hebdomadaire catholique.
En août 1855, il renonce à sa charge de professeur et entre le 29 septembre 1855 à l'abbaye Saint-Boniface de Munich. Le 5 octobre 1856, il fait profession religieuse. Il reçoit le nom de Pius, ce qui le pousse à publier ses œuvres sous le nom de Pius Bonifacius. Il se consacre à la prédication et à un rôle d'aumônier dans la paroisse saint Boniface. Il devient également maître des novices, puis sous-prieur et enfin prieur. Dans les années 1864-1865 il fait un long voyage d'étude en Espagne. Il souffre de cécité dans les dernières années de sa vie.

## Œuvre
En 1873, Gams publie sa première édition de son manuel Series Episcoporum Ecclesiae Catholicae quotquot innotuerunt a beato Petro apostolo plus connu sous le titre succession des évêques de l'Eglise catholique. À l'époque de sa publication, c'est le livre le plus complet concernant l'histoire bimillénaire de l'Eglise catholique, comprenant également des statistiques de qualité ; c'est un manuel de qualité qui n'a pas d'équivalent sérieux avant le XXe siècle.